# Краснодворское сельское поселение
Краснодворское сельское поселение — упразднённое с 12 апреля 2010 года муниципальное образование в Шимском муниципальном районе Новгородской области России.
Административным центром была деревня Красный Двор.
Территория сельского поселения располагалась на правобережье Шелони, на западе Новгородской области, на юге Шимского района.
Краснодворское сельское поселение было образовано в соответствии с законом Новгородской области от 11 ноября 2005 года № 559-ОЗ.

## Населённые пункты
На территории сельского поселения были расположены 22 населённых пункта (деревни): Волошино, Дуброво, Захонье, Иваньково, Князево, Красный Двор, Ладощино, Любыни, Муравьи, Новоселье, Оболицко-1, Оболицко-2, Обольха, Подоклинье, Поясниково, Ручьи, Солоницко, Сосницы, Углы, Шелонь, Щипицы и Якшино.

## Транспорт
На территории сельского поселения есть автодороги в Шимск, Выбити (Солецкий район), Городцы (Волотовский район).